# Joachim Witt
Joachim Witt (Hamburg, 22 februari 1949) is een Duits zanger en acteur, die internationaal doorbrak tijdens de Neue Deutsche Welle. Zijn bekendste nummers zijn Goldener Reiter, Das geht tief en Die Flut.

## Loopbaan
Witt begon in de jaren 70 in verschillende coverbands, alvorens onder de artiestennaam Julian in 1974 bij Metronome Records een single met de nummers Ich bin ein Mann en Ich weiß, ich komm zurück uit te brengen, die echter weinig succesrijk was. In deze periode volgde hij een acteursopleiding en werkte tot 1977 bij het Thalia Theater in Hamburg.
Van 1976 tot 1980 was hij lid van Duesenberg, en verscheen voor het eerst op televisie. Van hun album Duesenberg 1 werden circa 15.000 exemplaren verkocht. Voor hun tweede album Strangers ontvingen ze de Duitse muziekprijs voor de beste nieuwkomersband.
Vanaf 1980 startte Witt een solocarrière, hetgeen aanvankelijk moeizaam verliep. Geen enkel platenlabel wilde zijn demo-opnamen aanvaarden; met de hulp van enkele Duesenberg-leden moest hij zijn eerste album, Silberblick, geheel zelf producen. Hij slaagde er uiteindelijk in, een contract bij WEA Records in de wacht te slepen.
Eind 1980 werd het album uitgebracht, en in 1981 kwamen de singles Kosmetik en Goldener Reiter; bij dit laatste werd tevens een videoclip opgenomen, maar in eerste instantie was het succes veeleer bescheiden. Eind 1981 begon Witt zodoende aan zijn tweede album Edelweiß. Pas toen het nummer Goldener Reiter op de ARD in het programma Musikladen aan bod kwam, bereikte hij eensklaps een breed publiek: op slechts één week tijd werd het nummer een ware hit, waarvan 250.000 exemplaren verkocht werden. Het album Silberblick deed het met 300.000 stuks nog beter, en Witt kwam in de hitparade terecht. Hij kreeg tevens een rol in de film Inflation im Paradies.
Zijn tweede album vertoonde stilistische trekken van Deutsch-Amerikanische Freundschaft; dit was eveneens een succes, en Witt ging op tournee. Zijn nummer Tri Tra Trullala (Herbergsvater) uit 1982 was zijn laatste commerciële succes in de jaren 80.
Nadat de rage van de Neue Deutsche Welle omstreeks 1983 was weggeëbd, ging Witts artistieke carrière ietwat achteruit. Zijn nieuwe album Märchenblau werd geen groot succes, en de bijbehorende tournee werd afgelast. Vanaf 1985 ging Witt opnieuw de richting van de rockmuziek uit; Mit Rucksack und Harpune verkocht zich echter nog geen 10.000 maal, ofschoon het album heden ten dage een geliefd verzamelobject is. Eind jaren 80 trok hij voor twee jaar naar Portugal.
In de vroege jaren 90 werd het enigszins stil rond Joachim Witt. Hij was vooral als producer actief en bracht in 1991 nog Hallo Deutschland uit, een parodie op de toenmalige hysterie rond de Duitse hereniging. Zijn album Kapitän der Träume uit 1992 bezorgde hem ietwat airplay, maar kwam niet in de hitlijsten terecht.
In 1996 kwam Witt bij het undergroundlabel Strangeways terecht, via contacten met Peter Spilles van Project Pitchfork. Dit markeerde een nieuwe stijlwending: zijn nummer Das geht tief uit deze periode vertoont duidelijke trekken van de Neue Deutsche Härte. Met Peter Heppner, die hij via Strangeways ontmoet had, besloot hij het nummer Die Flut op te nemen, dat in 1998 tezamen met zijn nieuwe album Bayreuth 1 werd uitgebracht. Het werd het grootste succes uit zijn carrière; van Die Flut werden ruim 670.000 exemplaren verkocht. Voor Bayreuth 1 ontving hij een platina plaat. In 1999 ondernam Witt een tournee door de Verenigde Staten.
Het werk van Joachim Witt is sedert 1998 in de stijl van de Neue Deutsche Härte gebleven. Zijn albums Bayreuth 2 en Eisenherz boekten nog commercieel succes; zijn laatste albums deden het minder goed. Bayreuth 3 is een zeer politiek bewogen album. Witt is lid van Attac en lijkt in zijn recentere muziek een sterk maatschappelijk engagement tentoon te spreiden.

## Discografie

### Albums
- 1980: Silberblick (WEA)
- 1982: Edelweiss (WEA)
- 1983: Märchenblau (WEA)
- 1985: Mit Rucksack und Harpune (WEA)
- 1985: Moonlight Nights (Polydor)
- 1988: 10 Millionen Partys (RCA)
- 1992: Kapitän der Träume (Metronome)
- 1998: Bayreuth eins (Strangeways)
- 2000: Bayreuth zwei (Epic)
- 2002: Eisenherz (Epic)
- 2004: Pop (SPV)
- 2006: Bayreuth 3 (Megaphon)

### Singles
- 1981: Goldener Reiter (WEA)
- 1981: Kosmetik (WEA)
- 1982: Tri Tra Trullala (Herbergsvater) (WEA)
- 1983: Märchenblau (WEA)
- 1983: Hörner in der Nacht (WEA)
- 1984: Wieder bin ich nicht geflogen (WEA)
- 1984: Das Supergesicht (WEA)
- 1985: Blonde Kuh (WEA)
- 1986: How Will I Know (Polydor)
- 1987: Mad News (Polydor)
- 1988: Engel sind zart (RCA)
- 1988: Pet Shop Boy (RCA)
- 1988: Der Tankwart heißt Lou (RCA)
- 1989: Herbergsvater Mix ´90 (WEA)
- 1990: Goldener Reiter -Torsten Fenslau Remix (WEA)
- 1991: Hallo Deutschland (Edel)
- 1992: Das kann doch einen Seemann nicht erschüttern (Metronome)
- 1992: Restlos (Metronome)
- 1992: In die falsche Welt geboren (Metronome)
- 1992: Kapitän der Träume (Metronome)
- 1994: Goldener Reiter Remix ´94 (WEA)
- 1995: Goldener Raver (WEA)
- 1997: Das geht tief (Zeitbombe)
- 1998: Die Flut (Strangeways)
- 1998: Und…ich lauf (Strangeways)
- 1999: Das geht Tief (Strangeways)
- 2000: Bataillon d´Amour (Epic)
- 2002: Eisenherz (Epic)
- 2002: Supergestört und Superversaut (Epic)
- 2004: Erst wenn das Herz nicht mehr aus Stein (Epic)
- 2004: Dein Kuss (met Nik Page)
- 2005: Back in the Moment (Angelzoom featuring Joachim Witt)
- 2006: Sternenlicht (Megaphon)
- 2007: Alle Fehler (met Purwien) (Alive)
- 2009: Dorian Hunter Theme (Zaubermond)